# Allemands des Sudètes
Pour les articles homonymes, voir Sudètes.

La Région des Sudètes - Zone en noir peuplée par des populations allemandes en Bohême-Moravie au début du XXe siècle.

Les Allemands des Sudètes, ou simplement les Sudètes,, étaient les populations germanophones majoritaires dans la région des Sudètes, c'est-à-dire les zones à majorité germanophone de la partie tchèque de la Tchécoslovaquie, le long des frontières allemande et autrichienne, en Bohême, Moravie et Silésie.
La minorité allemande de Slovaquie est quant à elle dénommée, depuis le début du XXe siècle, « Allemands des Carpates ».

## Historique

### Les Sudètes en Bohême (avant 1919)

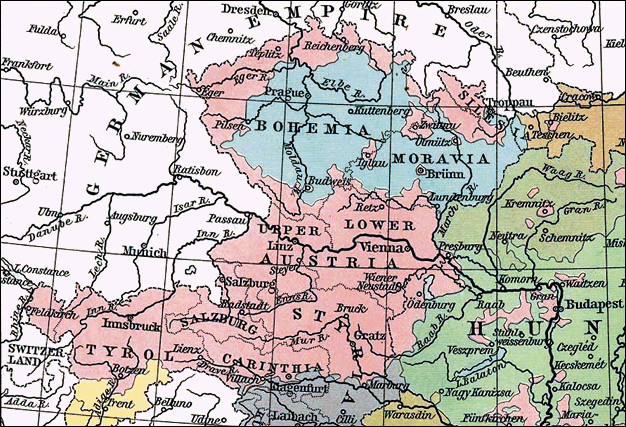
Cartes de l'Autriche-Hongrie en 1911 montrant la répartition des communautés linguistiques dans l'ancien empire et la présence majoritaire des Allemands (en rose) sur le pourtour de la Bohême-Moravie.

Durant le Moyen Âge, les rois de Bohême font appel aux Allemands pour coloniser des terres, peupler des villes et apporter leur savoir-faire. Les premières familles allemandes arrivent entre 1335 et 1338. Ces Allemands deviennent progressivement majoritaires dans les villes, même en dehors de la région des Sudètes. Lorsqu'ils sont minoritaires, ils forment souvent l’élite de la société (en tant qu'édiles des villes, par exemple) et ce, en raison de leur proximité linguistique et culturelle avec le pouvoir impérial qui les favorise. Selon Angelo Ripellino dans Praga Magica :

« Le sortilège de Prague était en partie dû à son caractère de ville où cohabitaient trois peuples (Dreivölkerstadt) : le tchèque, l'allemand et le juif. Le mélange et le contact des trois cultures donnaient à la capitale de Bohême un caractère particulier, une extraordinaire richesse de ressources et d'impulsions. À l'aube du XXe siècle, y résidaient 414 899 Tchèques (92,3 %) et 37 776 Allemands (7,5 %) parmi lesquels 25 000 personnes d'origine juive. La minorité de langue allemande possédait deux théâtres somptueux, une vaste salle de concert, l'université et l'Institut polytechnique, cinq lycées, quatre Oberrealschulen, deux quotidiens, une foule de cercles et d'Instituts. »

Cela donne naissance à quelques rancœurs réciproques, les Tchèques considérant les Allemands comme des colonisateurs et oppresseurs, les Allemands voyant leurs concitoyens slaves comme des « gens arriérés ».
Après la mort du roi Louis II de Hongrie et de Bohême lors de la bataille de Mohács en 1526, l’archiduc Ferdinand d’Autriche devint roi de Bohême, qui devint un État constitutif de la monarchie des Habsbourg. Avec l’essor des Habsbourg en Bohême après la bataille de la Montagne Blanche en 1620, l’ancienne noblesse bohémienne est devenue pratiquement insignifiante.] De plus en plus, les terres de la couronne de Bohême étaient gouvernées depuis la capitale autrichienne, Vienne, qui favorisait la domination de la langue et de la culture allemandes. À l’arrivée du XIXe siècle, les Allemands des Sudètes représentent près de 30 % de la population totale de la Bohême. La résistance à la domination allemande commence alors à se développer parmi les Tchèques.

#### La tension dans l'Université
Un symbole de la montée des tensions était le sort de l’université Charles, alors appelée université Charles-Ferdinand. Ses étudiants tchèques étaient de plus en plus opposés à l’utilisation exclusive de l’allemand pour l’enseignement. Pendant la révolution de 1848, les Allemands et les Tchèques se sont battus pour faire du tchèque l’une des langues officielles de l’université. Ils ont obtenu ce droit, et l’université est devenue bilingue. En 1863, sur 187 cours magistraux, 22 étaient dispensés en tchèque, le reste étant en allemand. En 1864, certains Allemands ont suggéré la création d’une université tchèque séparée. Les professeurs tchèques l’ont rejeté parce qu’ils ne voulaient pas perdre la continuité des traditions universitaires.
Cependant, les Tchèques ne sont toujours pas satisfaits du statut bilingue et proposent de créer deux collèges constitutifs distincts, l’un pour les Allemands et l’autre pour les Tchèques. Les Allemands opposèrent leur veto à la proposition et réclamèrent une division complète de l’université. Après de longues négociations, elle a été divisée en deux : l’université allemande Charles-Ferdinand et l’université tchèque Charles-Ferdinand. Le Conseil impérial de Cisleithanie prépara une loi du Parlement, et l’empereur accorda la sanction royale le 28 février 1882.

### Les Sudètes en Tchécoslovaquie (1919-1938)
À l'issue de la Première Guerre mondiale, le traité de Saint-Germain-en-Laye démantèle l'Empire des Habsbourg sur la base du dixième des « quatorze points » du président américain Woodrow Wilson. La Tchécoslovaquie réunissant les populations tchèques et slovaques dans un même État est créée, mais le « droit des peuples à disposer d'eux-mêmes » est refusé aux Allemands des Sudètes qui deviennent alors l'une des minorités du nouvel État. Les rancœurs réciproques deviennent alors une hostilité d'abord sourde durant les années 1920, puis de plus en plus véhémente avec la montée du nazisme en Allemagne dans les années 1930.
Après la dissolution de deux partis irrédentistes par le gouvernement tchécoslovaque, puis la création par Konrad Henlein d'un « Front patriotique des Allemands des Sudètes » en 1933, forcé de changer de nom en 1935 pour devenir Parti allemand des Sudètes. Ce parti réclame, avec l'appui de l'Allemagne nazie, le rattachement au Troisième Reich et amplifie graduellement ses exigences. La crise éclate à la suite de l'Anschluss de l'Autriche au Reich en 1938.
Durant la période 1920-1938, il y a des partis politiques allemands en Tchécoslovaquie, dont des sociaux-démocrates, des chrétiens-sociaux et des agrariens ; en outre, de nombreux Allemands soutiennent le Parti communiste tchécoslovaque. Jusqu'en 1935, ces autres partis sont largement majoritaires dans l'électorat germanophone.
Les gouvernements de coalition tchécoslovaques de 1926 à 1938 sont appuyés par des partis allemands modérés, auxquels certains élus participent en tant que ministres, notamment l'agrarien Franz Spina (de) (Fédération des agriculteurs), à diverses reprises entre 1926 et 1938, le social-démocrate Ludwig Czech (de) (Deutsche sozialdemokratische Arbeiterpartei in der Tschechoslowakischen Republik (de)), de 1929 à 1938, et le social-chrétien Erwin Zajicek (de) (Deutsche Christlich-Soziale Volkspartei) de 1936 à 1938.
Résultats des partis allemands et de la liste magyaro-allemande * aux élections législatives,.
| Parti                                                | Sièges en 1920 | Sièges en 1925 | Sièges en 1929 | Sièges en 1935    | Voix en 1935 |
| Parti allemand des Sudètes                           | -              | -              | -              | 44                | 1 256 010    |
| Parti national allemand                              | -              | 10             | 7              | (dissous en 1933) | -            |
| Parti national-socialiste des travailleurs allemands | 15             | 17             | 8              | (dissous en 1933) | -            |
| Parti social-démocrate allemand                      | 31             | 17             | 21             | 11                | 300 406      |
| Parti social-chrétien allemand                       | 7              | 13             | 14             | 6                 | 163 666      |
| Parti agrarien allemand                              | 11             | 24             | -              | 5                 | 142 775      |
| Liste magyaro-allemande **                           | 9              | 4              | 9              | 9                 | 292 847      |
| « Partis allemands réunis »                          | 6              | -              | 16             | -                 | -            |
| Total                                                | 79             | 85             | 75             | 75                |              |

- Il y avait également des électeurs et des élus germanophones dans d'autres partis, non spécifiquement allemands, comme le Parti communiste tchécoslovaque (848 822 voix et 30 députés).
- composée de : Deutsch-demokratische Freiheitspartei, Deutsche Gewerbepartei, Deutschnationale Partei, Sudetendeutsche Landbund, Deutsche Arbeiterpartei, Zipser deutsche Partei, Parti chrétien-social hongrois et Parti national hongrois[11].

De nombreux Allemands des Sudètes, sociaux-démocrates, communistes, juifs ou simplement antinazis, seront déportés dans les camps de concentration nazis après l'annexion par le Troisième Reich. D'autres fuiront dans les autres parties de l'ex-Tchécoslovaquie et participeront à la résistance tchèque et slovaque contre le nazisme. Par ailleurs, parmi les Allemands de Tchécoslovaquie, qu'ils soient « Sudètes » ou « Carpatiques » (ces deux catégories formant la majorité des Allemands de Tchécoslovaquie), il y avait aussi bien des catholiques et des protestants que des juifs, qui s'opposèrent au nazisme.

### La crise des Sudètes et leur rattachement au Reich

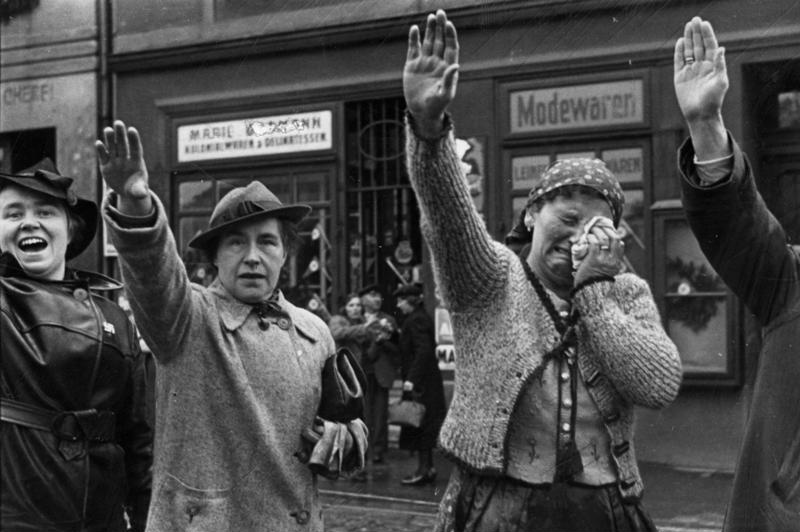
« Allemands des Sudètes » de la ville de Cheb saluant les troupes allemandes qui entrent dans leur ville en octobre 1938. L'émotion visible sur cette photo (peine ou joie ?) a été différemment interprétée par les futurs belligérants du conflit mondial, lequel éclate moins d'un an après cet événement.

Le 29 et 30 septembre 1938, Hitler, poursuivant les objectifs pangermanistes de l'Allemagne et se faisant alors le « champion » du principe des nationalités, déclare vouloir « libérer les Allemands des Sudètes » de l'« oppression » tchécoslovaque. Hitler affirme ses revendications en s'appuyant sur l'agitation de l'organisation nazie locale, menée par Konrad Henlein. Le Führer évoque le « droit des peuples à disposer d'eux-mêmes » pour exiger de Prague l'annexion au Reich de la région des Sudètes. Il assure aux Français et aux Britanniques qu'une fois ce dernier problème résolu, l'Allemagne aura atteint tous ses objectifs territoriaux en Europe et ses frontières définitives : « l'Europe connaîtra ensuite la paix pour mille ans ». Le « Führer » obtient gain de cause avec l'aval du président du Conseil français Édouard Daladier, du Premier ministre britannique Neville Chamberlain et du Duce italien Benito Mussolini, lors de la signature des accords de Munich, le 29 septembre 1938.
Le 21 octobre suivant, les Sudètes deviennent un territoire du Reich.
Dès le rattachement effectué, Hermann Göring se rend dans les mines de lignite de la région des Sudètes et supervise la mise en place d'une usine de production d'essence synthétique avec les ingénieurs d'IG Farben, consortium développé par le complexe militaro-industriel nazi ; le cruel besoin de carburant, même d'origine chimique, pour satisfaire les nécessités de l'armement mobile, figure sans doute parmi les buts de guerre inavoués du régime pour annexer la région.

### Les Sudètes dans l'Allemagne nazie (1938-1945)

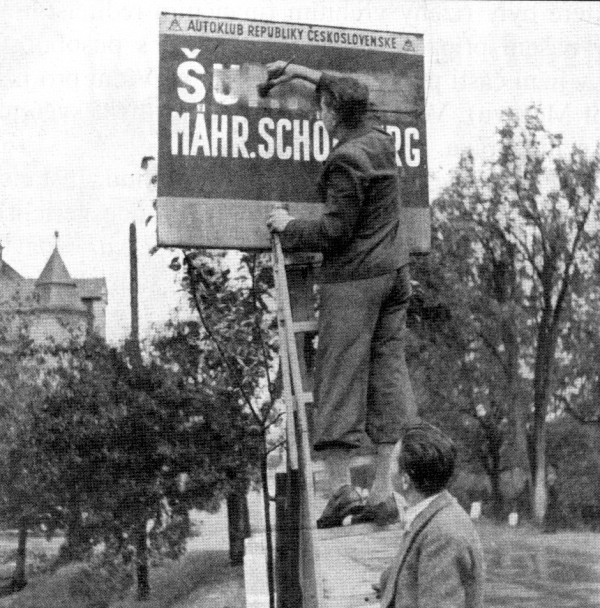
Allemand des Sudètes effaçant le nom tchèque Šumperk sur le panneau bilingue de l'Automobile-club tchécoslovaque à l'entrée de la ville.
Octobre 1938.

La Gleichschaltung est alors si efficace dans la région, que lors des élections de 1938, 97,32 % des voix reviennent au Parti nazi. Un demi-million d'Allemands des Sudètes rejoignent le NSDAP avec un taux d'adhésion de 17,34 % de la population (la moyenne sur le Troisième Reich est estimée à seulement 7,85 %), ce qui fait d'eux l'un des plus solides soutiens du régime d'Hitler.
De plus, leur connaissance de la langue tchèque permet à certains d'entre eux d'être employés dans l'administration du Protectorat de Bohême-Moravie, qui est instauré après le démantèlement de la Tchécoslovaquie.

### L'expulsion des Sudètes en 1945

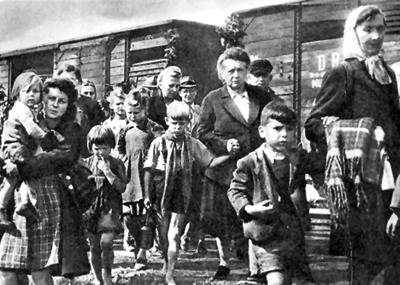
Expulsion des Sudètes.

En 1945, la République tchécoslovaque est rétablie dans ses frontières initiales, à l'exception de la Ruthénie subcarpathique annexée par l'Union soviétique après que cette dernière fut occupée en 1938 par la Hongrie.
En application de la conférence de Potsdam et pour éviter de futurs démantèlements de la Tchécoslovaquie, le président Edvard Beneš émet les décrets Beneš qui expulsent du territoire tchécoslovaque tous les ressortissants qui, ayant acquis une autre nationalité (allemande ou hongroise) lors du démantèlement du pays, avaient collaboré avec l'Allemagne nazie ou la Hongrie fasciste, soit la quasi-totalité des minorités allemandes des pays tchèques et une partie des minorités, allemande ou hongroise, de Slovaquie. Les biens des expulsés furent confisqués, en échange de quoi l'État tchèque ne réclama pas de dommages de guerre à l'Allemagne et à la Hongrie vaincues. Cela aura une incidence après la chute de la dictature communiste, quand le nouvel État démocratique décida de restituer les biens confisqués en 1948 par la dictature, à l'exception de ceux confisqués selon les décrets Beneš, considérant que ces derniers ont été le fait d'un gouvernement démocratiquement élu et qu'il n'est pas nécessaire de les « réviser ». Cette décision sera contestée par les Allemands originaires des Sudètes, fort actifs politiquement, notamment en Bavière, mais sera néanmoins acceptée par l'Allemagne réunifiée, car la République fédérale d'Allemagne avait versé environ 141 milliards de DM aux expulsés des Sudètes, ce que le gouvernement allemand considéra comme une compensation suffisante à leurs pertes de 1948.
En 1948, de nombreux citoyens qui avaient acquis la nationalité allemande ou hongroise lors du démantèlement du pays avaient encore des documents d'identité émis par ces deux puissances occupantes, et en outre, la loi tchécoslovaque (comme celle de l'Autriche-Hongrie avant elle, de la Tchéquie après elle, et celle de la plupart des pays communistes, URSS et Chine incluses) distingue la « citoyenneté » selon le droit du sol (par définition tchécoslovaque) de la « nationalité » selon le droit du sang : tchèque, slovaque, polonaise, hongroise, allemande, rom ou autre : dans ces États, « nationalité » ne signifie pas « citoyenneté » comme en France. Les deux sont mentionnées séparément sur les documents d'identité et d'état-civil. Dans ces conditions, il était aisé de déterminer quels des citoyens sont destinés à l'exil sur la base de leur « nationalité ».
Ce sont les municipalités (národní výbor) qui, dans les faits, sont chargées d'identifier les citoyens tchécoslovaques de nationalité allemande qui sont réunis dans des camps de transit puis conduits par train vers l'Allemagne. L'expulsion des Sudètes s'étalera sur trois ans, de 1945 à 1947 : les Sudètes n'opposèrent que très peu de résistance à leur déplacement, tant en raison de la présence persuasive de l'Armée rouge (qui avait provoqué l'exode massif des populations allemandes de Prusse-Orientale, Poméranie, Silésie…) que du profil démographique des expulsés : femmes, enfants et vieillards en grand nombre, peu enclins à s'insurger, comme le rappelle R.M. Douglas dans Les Expulsés, livre qui relate les crimes, violences, viols et tortures commis contre la minorité allemande : « En temps de paix, l'Europe ne connaîtrait plus jamais un aussi vaste complexe arbitraire dans lequel des dizaines de milliers d'individus, dont de nombreux enfants, perdraient la vie » (cette citation exclut ainsi l'Europe de l'Est en ne prenant pas en compte des déportations soviétiques qui, elles, se sont prolongées jusqu'à la fin des années 1950).

### Les Sudètes aujourd'hui
Les Sudètes furent déplacés majoritairement dans les Länder allemands de Bavière, Saxe, Saxe-Anhalt, Thuringe, Basse-Saxe, Hesse et Bade-Wurtemberg, ainsi qu'en Autriche, où ils furent souvent mal accueillis, phénomène fréquent dans l'histoire des migrations humaines. L'État allemand fit cependant des efforts pour les héberger : des quartiers, voire des villes entières, furent construits comme Neutraubling (près de Ratisbonne), Neugablonz, Geretsried, Traunreut et Waldkraiburg en Bavière.
Les capacités des artisans sudètes furent bénéfiques pour la reconstruction de l'économie allemande après la guerre, notamment dans le domaine de l'industrie du verre et de la cristallerie, le cristal de Bohême étant particulièrement réputé. Ainsi, la communauté sudète originaire de Steinschönau (aujourd'hui Kamenický Šenov) est très présente à Rheinbach, en Rhénanie-du-Nord-Westphalie, où l'industrie du lustre s'est développée.
Les intérêts des Sudètes sont actuellement défendus par la Vertriebenenverband (de) (« Associations des personnes déplacées »). Il reste environ une quarantaine de cimetières sudètes en République Tchèque : beaucoup, faute d'entretien, se sont dégradés durant la période communiste, quand le « rideau de fer » empêchait les Sudètes de s'y rendre, mais certains ont été restaurés depuis la « chute du mur ».
Au XXIe siècle, il reste environ 42 500 Allemands des Sudètes en République Tchèque : le gouvernement les désigne sous l'appellation « minorité allemande de la République Tchèque », le terme de « Sudètes » n'étant plus utilisé pour des raisons politiques et historiques. Beaucoup d'autres se sont assimilés au peuple tchèque : leur nombre est impossible à évaluer, sinon par des patronymes germaniques (qui ne sont qu'un indice présomptif, car l'état-civil austro-hongrois a germanisé beaucoup de patronymes tchèques). Parmi ces assimilés figurent des descendants d'Allemands anti-nazis, ou opposés au rattachement à l'Allemagne.
Il y a aussi environ 5 000 Allemands en Slovaquie qui ne sont pas rattachés au groupe des Sudètes, mais à celui des Allemands des Carpates.
Le cimetière de Moravská Třebová comporte une plaque commémorative, en tchèque et en allemand, avec deux inscriptions :
- « Heimat ist das Land der Kindheit, das Land der ersten und deshalb stärksten Eindrücke, Entdeckungen und Erkenntnisse. Des Mench muss dorthin nicht zurückkehren, denn er hat nie aufgehört dort zu leben wo immer er sein mag. » (Karel Čapek, 1938) : « La patrie est la terre de l'enfance, la terre des premières impressions, des découvertes et des idées les plus fortes. L'être humain n'a pas besoin d'y retourner, car il n'a jamais cessé d'y vivre, où qu'il se trouve. »
- « Zum Gedenken an die Menschen deutscher Sprache, denen diese Stadt 700 Jahre Heimat war, und die ihre Toten auf diesem Gottesacker statteten, und zur Erinnerung an jene die ihre letzte Ruhe fern der Heimat fanden. Gott gebe unseren Völkern Versöhnung und Freiden. » (Gretl Ling et Werner Strick, 1998) : « Une pensée pour les germanophones, dont cette ville fut la petite patrie pendant 700 ans, pour leurs morts de ce cimetière et en mémoire de ceux qui ont trouvé leur dernier repos loin de chez eux. Que Dieu donne à nos peuples la réconciliation et la paix. »

## Les dialectes
Les dialectes sudètes sont ceux des régions germanophones voisines :
- le moyen-bavarois était parlé en Moravie du sud, notamment dans la basse et moyenne forêt de Bohême, ainsi que dans les villes de Brno ou Olomouc ;
- le bavarois du Nord était présent en Bohême occidentale ;
- le francique oriental fut parlé dans une région comprise entre les monts Métallifères et Bohême du nord-ouest ;
- le Schlesisch en Bohême septentrionale et en Moravie du nord ;
- et le Haut-saxon/Thuringien en Bohême du nord.